# Windmühle Kühlungsborn

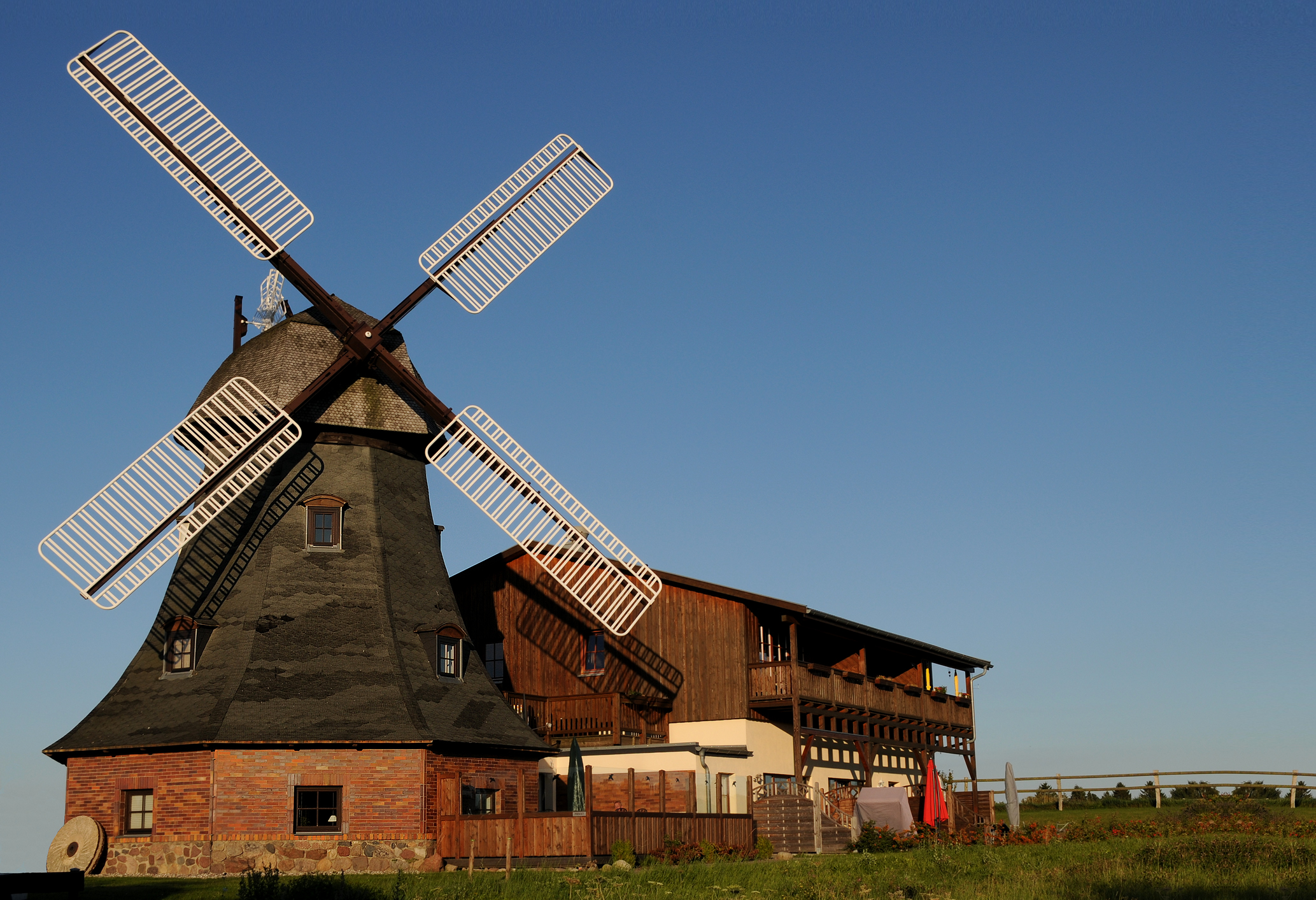
„Brunshöver Möhl“ (2014)

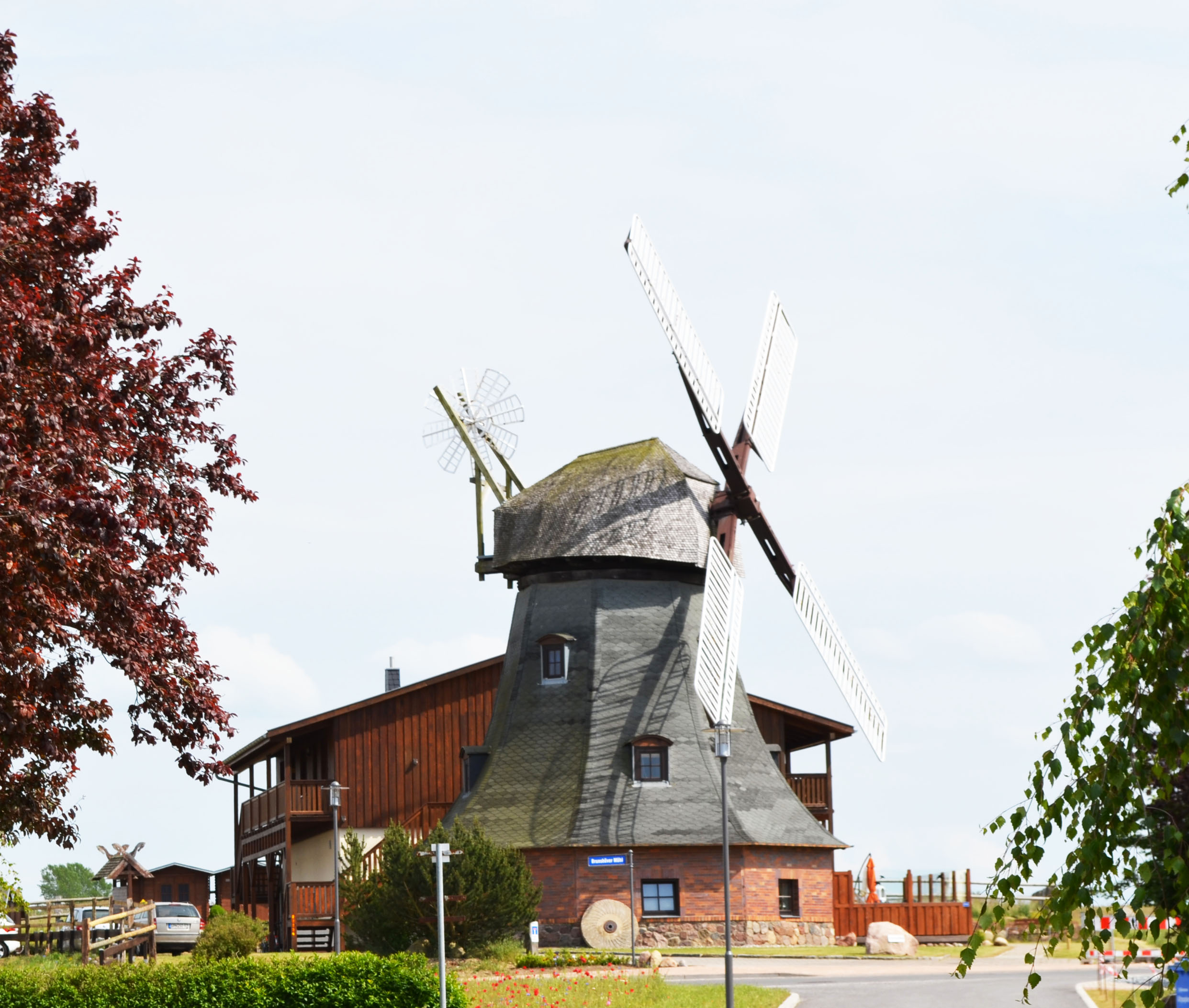
Windmühle in Kühlungsborn

Die Erdholländer Mühle ist ein denkmalgeschütztes Gebäude in Kühlungsborn im Landkreis Rostock (Mecklenburg-Vorpommern).

## Geschichte
Erstmals wurde 1791 in Brunshaupten eine Mühle im Mecklenburgischen Staatskalender erwähnt. Sie wurde 1841 in einer anderen Urkunde als Erbwindmühle genannt. Um 1900 wurde das Gebäude mit einer Windrose ausgestattet, der Mühlensteert wurde entfernt. Die Sockelgeschossholländermühle gehörte 1910 zur Büdnerei Nr. 13 und wurde im selben Jahr für 40.000 Mark an den Müllermeister Haacker verkauft. Bei einer Renovierung im Jahr 1913 wurden die Segelflügel entfernt und durch Jalousieflügel ersetzt. Das ständige Reffen und Spannen entfiel, eine deutliche Arbeitserleichterung für den Müller. Diese Flügel wurden 1936 durch solche mit einer Ventikante ersetzt; die Mühle bekam ein Drehheck. Es wurde durch auf Stangen angebrachte Fliehgewichte geöffnet und geschlossen. Die Bedienung erfolgte von außen mit einer Kette. Bei der Renovierung im Jahr 1953 wurde ein Doppelwalzstuhl installiert und durch den Einbau einer Zentrifugal-Sichtmaschine erhöhte sich die Kapazität der Anlage auf eine Tonne Feinmehl pro Tag. Nach der Anschaffung einer Schälmaschine konnten Gerstenflocken, Gerstengraupen und Grütze produziert werden. In den 1950er-Jahren wurde noch umfangreich produziert. Nach der Gründung einer LPG wurde kein Korn mehr gemahlen. 1961 flüchtete die Familie Haacker nach Hamburg.

## Heutige Nutzung
Nach der Einstellung des Betriebes im Jahr 1961 stand die Mühle leer. Sie wurde von 1987 bis 1991 umfangreich restauriert und zu einem Restaurant umgebaut. Das Restaurant wurde 2009 geschlossen. Nach einem Umbau von 2010 bis 2011 werden die Räume als Ferienwohnung genutzt.